# NGC 5026
NGC 5026 هي مجرة حلزونية أو مجرة محدبة تقع في كوكبة قنطورس. تم اكتشافها في 5 يونيو 1834 من قبل جون هيرشل. وصفت بأنها «مشرقة جدا وكبيرة جدا ودائرية ووسطها أكثر إشراقا» من قبل جون لويس إميل دراير، مؤلف الفهرس العام الجديد

## وصلات خارجية
- NGC 5026 على موقع ويكي سكاي: DSS2, SDSS, GALEX, IRAS, Hydrogen α, X-Ray, Astrophoto, Sky Map, Articles and images